# Axotla
Axotla es un pueblo originario y colonia de clase media del sur de la Ciudad de México, en la Alcaldía Álvaro Obregón, que se distingue por su antiguo origen, arraigadas tradiciones y calendario festivo. Su iglesia es patrimonio histórico. Sus límites actuales son el Circuito Interior, Avenida Universidad, Minerva, Moras, Iztaccihuatl y Manzano que se encuentra con Río Mixcoac (Circuito Interior), limita al norte con la Colonia Acacias de la Alcaldía Benito Juárez, al oriente con la colonia Del Carmen de la Alcaldía Coyoacán y al oriente y sur con la Colonia Florida.
Existen diferentes versiones sobre el significado de Axotlan, como habría sido el nombre en la época prehispánica. Para algunos autores es “cerca de las flores del agua” (“atl”, agua y ;“xochitl”, flor; aunque entonces el nombre sería "Axochinahuac"),  para otros significa “manantial” (de  (“atl”, agua y ;“xochtli” brotar; entonces sería Axochtli, o bien Axochtlan, "donde abundan los manantiales") Un relieve afuera de la iglesia actual muestra un escudo con un ajolote y un oyamel, árbol llamado también acxóyotl (el pinabete), por lo que el nombre original podría haber sido Acxoyotlan, "donde abundan los pinabetes". Cecilio Robelo, en su Nombres geográficos indígenas del Estado de México: estudio crítico etimológico, trae: «Axotla.—El nombre propio mexicano es Axochtla, que se compone de atl, agua; de xochtli, brotante, y de tla, partícula que expresa abundancia, y significa: "Donde abundan las fuentes brotantes"».
En su lindero norte corre el Río Mixcoac, que fue entubado como parte de las obras de modernización de la Ciudad de México emprendidas desde el inicio de la década de 1960 durante la administración de Ernesto P. Uruchurtu. Al oriente, del otro lado de avenida Universidad, corre el río Magdalena, en los Viveros de Coyoacán.
Aunque ya muy afectado por el crecimiento urbano, Axotla conserva su iglesia, calendario de fiestas, el trazado tortuoso de sus calles, pequeños comercios familiares y muchos ejemplos de arquitectura popular tradicional.

## Historia
Los primeros registros arqueológicos de Axotla datan del período Posclásico Tardío (1350-1519 d. C.). En aquella época, era tributario del altépetl de Coyohuacan. A raíz de la conquista, pasó a ser un sujeto del gobierno y república de indios de Coyoacán, perteneciente a la jurisdicción del Marquesado del Valle de Oaxaca, propiedad de Hernán Cortés y sus descendientes.
Los dominicos establecidos en el convento de San Juan Bautista construyeron la iglesia de San Sebastián Mártir  después de 1582, que fue y sigue siendo el centro de la vida comunitaria. Su portada es notable por la influencia de los artesanos indígenas, con representaciones del árbol de la vida en las jambas. El camposanto, se hallaba en el atrio, que originalmente era mucho más extenso.
El historiador Francisco Fernández del Castillo, quien visitó el pueblo a principios de siglo XX, refiere que los habitantes se dedicaban a la floricultura con métodos modernos, y había gran comercio de plantas ornamentales. Festejaban a su santo titular con maromas (circo), fuegos artificiales, toritos, baile “del negro y la india”, todos los cuales se realizaban en el cementerio de la iglesia que colindaba con una hermosa calzada sombreada por corpulentos árboles.
La Comisión de Monumentos y Bellezas Naturales declaró como monumento histórico a la capilla de San Sebastián Axotla, el 19 de enero de 1940, basándose en la Ley de Protección y Conservación de Monumentos Arqueológicos e Históricos. 
 Actualmente, Axotla es un pueblo originario de la Ciudad de México. y es parte de la alcaldía Álvaro Obregón

## Desarrollo urbano
En 1963 fue fundado al norte del pueblo el Hospital Regional López Mateos, perteneciente al Instituto de Seguridad y Servicios Sociales de los Trabajadores del Estado.
La fundación y crecimiento de la colonia Florida provocó que este desarrollo residencial moderno se extendiera al lado poniente de Axotla.
Un corredor comercial se halla sobre avenida Universidad, así como el edificio de la Comisión de Derechos Humanos de la Ciudad de México.
El Centro de Estudio de Bachillerato “Reyes Heroles” (CEB4/2), dependiente del gobierno federal, se halla en Progreso 23, Axotla.
La línea 3 del Sistema de Transporte Colectivo (Metro) corre al  oriente del pueblo; ahí se halla la estación Viveros-Derechos Humanos. Adyacente existe un CETRAM o paradero de transporte público, que ha atraído la proliferación del comercio callejero semifijo.

## Festividades
El pueblo de Axotla se caracteriza por sus numerosas festividades tradicionales:
San Sebastián Mártir, fiesta titular, 20 de enero. 
Señor Nazareno.
Visita y despedida del Señor de la Misericordia, del pueblo de Los Reyes, Coyoacán. 
Peregrinación y misa en la Basílica de Guadalupe en la cual participan también los pueblos de San Bartolo Ameyalco, San Jacinto Huixquilucan, San Mateo Tlaltenango, Santa Rosa Xochiac, Santiaguito, Tetelpan.